# Mega Man 5
Mega Man 5, conosciuto in Giappone come Rockman 5 (ロックマン5 ブルースの罠!??, Rokkuman 5: Burūsu no Wana!?)(stilizzato come Megaman V), è il quinto videogioco della serie originale Mega Man. 
Sviluppato da Capcom, è stato pubblicato da quest'ultima su Nintendo Entertainment System il 4 dicembre 1992 - in Giappone e in Nordamerica - e da Nintendo il 10 marzo 1993 in Europa. Tra il 1999 e il 2007, esclusivamente in Giappone, è stato pubblicato (rispettivamente) su PlayStation e su dispositivi mobili. È stato anche distribuito su Nintendo 3DS e Wii Virtual Console.

## Trama
Due mesi dopo gli eventi di Mega Man 4, quello che sembra Proto Man crea un esercito di robot e rapisce il Dr. Light, lasciando indietro la sua sciarpa. Confuso, Mega Man parte per investigare, non prima di ricevere una chiamata dal Dr. Cossack, che inventa per lui il Super Mega Buster, una versione potenziata del Mega Buster con colpi caricati più potenti, e Beat, un uccello robotico che ha creato per aiutarlo. Dopo aver sconfitto gli otto Robot Masters, Star Man, Gravity Man, Gyro Man, Stone Man, Crystal Man, Charge Man, Napalm Man e Wave Man, Mega Man raggiunge la fortezza del presunto Proto Man, che lo attacca e quasi lo uccide, ma il vero Proto Man, riconoscibile da un fischio più acuto, interviene in aiuto del fratello, facendogli capire che quel robot è in realtà Dark Man, un falso creato dal Dr. Wily per incastrare Proto Man di una serie di crimini. Dopo aver sconfitto Dark Man, Mega Man insegue il Dr. Wily nel suo nuovo covo, lo sconfigge e salva il Dr. Light, ma la fortezza comincia a crollare, e Wily scappa mentre il robot trattiene il soffitto per evitare che lui e il suo creatore vengano schiacciati, ma grazie all'aiuto di Proto Man, riescono a scappare.

## Modalità di gioco
Il gameplay è rimasto quasi invariato dai capitoli precedenti. Il Mega Buster, ora potenziato da Mega Man 4, è noto in questo gioco come il Super Mega Buster, e i suoi colpi caricati al massimo sono più grandi, ma se Mega Man viene colpito mentre carica il colpo, la carica accumulata andrà persa. È anche stato introdotto un nuovo compagno robotico, Beat l'uccellino, che sarà ottenibile dopo aver trovato delle lettere sparse per i livelli e può caricare contro i nemici e i boss.

## Sviluppo
Avendo avuto un grande coinvolgimento nello sviluppo di tutti i precedenti giochi della serie, l'artista Keiji Inafune ha lavorato alla direzione artistica di Mega Man 5. Come per i precedenti doppiaggi della serie, Inafune ha fatto da supervisore agli altri membri del team di sviluppo, per evitare di rendere Mega Man 5 quello che considerava "un gioco irragionevole, un affronto per i giocatori". 
Come risultato, Inafune notò che Mega Man 5 aveva un livello di difficoltà inferiore rispetto a quanto si era aspettato e il team sentiva già di aver realizzato tutto il gameplay possibile con l'uscita di Mega Man 4, quindi decisero di "introdurre versioni potenziate di tutto" (come avvenne per il Mega Buster: l'arma più potente del gioco e dei primi capitoli della serie). Dopo aver lavorato sul quarto capitolo della serie, Hayato Kaji venne chiamato per aiutare durante lo sviluppo del gioco - il quale stava "impiegando un po' a riunirsi", secondo Kaji. Inafune trovò divertente lavorare su Mega Man 5, ma ammise di avere avuto problemi con i disegni, l'equilibrio e i colori.
In una nuova direzione, Capcom ha organizzato un concorso in collaborazione con la rivista "Nintendo Power" per richiedere la presentazione di nuovi antagonisti, e gli 8 Robot Master (i boss del gioco) sono il risultato delle richieste di alcuni fan di Capcom - che ha ricevuto oltre 130.000 suggerimenti di possibili personaggi per il gioco. Inafune raccontò di avere avuto difficoltà a ottenere l'approvazione dei capi scelti, dopo averli consultati più volte; tuttavia, lo stesso Inafune non ebbe molti problemi nella progettazione del personaggio di Beat, che fu subito accettata dai suoi superiori. L'idea sul medesimo nacque durante lo sviluppo di Mega Man 3, in cui i robot di supporto includevano un cane e un uccello; il team scelse di mantenere il personaggio del cane col nome di "Rush" - per Mega Man 3 -mentre l'uccello avrebbe successivamente ispirato per il personaggio di Beat in Mega Man 5. 
La colonna sonora del gioco è stata interamente composta da Mari Yamaguchi.

## Accoglienza
| Testata                          | Versione                            | Giudizio |
| -------------------------------- | ----------------------------------- | -------- |
| Metacritic (media al 03-06-2020) | PS1                                 | 76/100   |
| Metacritic (media al 03-06-2020) | Wii                                 | 85/100   |
| AllGame                          | Windows, Mobile, PS1, Wii, 3DS, NES | [ 11 ]   |
| Electronic Gaming Monthly        | NES, Windows                        | 7.75/10  |
| Famitsū                          | NES                                 | 23/40    |
| GameInformer                     | NES                                 | 7.75/10  |
| GamePro                          | NES, Windows                        | [ 15 ]   |
| IGN                              | Windows, Mobile, PS1, Wii, 3DS, NES | 8.5/10   |
| Nintendo Power                   | NES, Windows                        | 3.825/5  |

Il gioco ha riscosso successo, con recensioni generalmente positive. 
Molti critici erano complementari su grafica, musica, controlli e livello di difficoltà: IGN reputa Mega Man 5 come uno dei migliori capitoli della serie e, a causa del suo minor livello di difficoltà - rispetto ai suoi predecessori -, lo considera il più semplice della serie e lo elenca come l'84o miglior gioco su Nintendo Entertainment System. Tuttavia, GamePro e 1UP.com lo criticarono per la mancanza di innovazione dai giochi precedenti.

## Sequel
Il gioco ha generato 6 sequel tra il 1993 e il 2018.